# Капович, Катя
Ка́тя Капо́вич (полное имя — Екатерина Юльевна Капович; род. 21 июня 1960, Кишинёв, Молдавская ССР) — русская и американская поэтесса, прозаик, редактор.

## Биография
Родилась в Кишинёве в семье архитектора Юлия Исааковича Каповича (1932—2011), мать Ада Наумовна заведовала отделом комплектования в Библиотеке Академии наук МССР. Дед, профессор политической экономии Исаак Исаевич Капович (Коган, 1896—1972), был заведующим еврейским сектором факультета социального воспитания Одесского института народного образования (1923—1929) и членом президиума одесского комитета Общества распространения ремесленного труда среди евреев России. В 1979 году отец был осуждён на 8 лет.
Училась в кишинёвской школе № 53 с английским уклоном, окончила русско-молдавскую среднюю школу № 8. Поступила в Нижнетагильский государственный педагогический институт на факультет иностранных языков (отделение английского и французского языков), после второго курса перевелась на заочное отделение филологического факультета в Кишинёвском педагогическом институте, работала на самых экзотических работах (в том числе замеряла резервуары нефтехранилища). В Кишинёве входила в круг начинающих местных литераторов литобъединения «Орбита» при газете «Молодёжь Молдавии» — Евгений Хорват, Виктор Панэ, Александр Фрадис и другие.
В 1990 году вместе с первым мужем (писателем Виктором Панэ, род. 1954) выехала в Израиль, жила в Иерусалиме. В 1992 году переехала в Бостон (США), училась на факультете славистики Гарвардского университета. Редактирует (совместно с мужем Филиппом Николаевым) англоязычный поэтический журнал «Fulcrum».
Пишет стихи по-русски и по-английски. Русская поэзия Капович отличается принципиальным аскетизмом формальных средств (вплоть до демонстративного минус-приёма — бедной рифмы), отражающим сквозную тему Капович — бедность и наготу окружающего большинство людей предметного мира, рифмующиеся затем с бедностью душевного содержания.
Лауреат «Русской премии» в категории «Малая проза» (2012).

## Семья
Двоюродные братья — американские математики Михаил Эрикович Капович, Илья Эрикович Капович и Виталий Эрикович Капович.

## Труды
- День Ангела и ночь. — Иерусалим: Мория, 1992.
- Суфлёр: Роман в стихах. — М.: Московский Парнас, 1998.
- Прощание с шестикрылыми. — Кембридж—Нью-Йорк, 2001.
- Перекур: Стихотворения. — СПб.: Пушкинский фонд, 2002.
- Gogol in Rome. — Salt Publishing, 2004. ISBN 1-84471-046-7
- Весёлый дисциплинарий. — М.: Новое литературное обозрение, 2005.[8]
- Свободные мили. — М.: АРГО-РИСК, Книжное обозрение, 2007. ISBN 5-86856-140-6
- Cossacks and Bandits. — Salt Publishing, 2008. ISBN 978-1-84471-447-6.
- Милый Дарвин. — М.: Икар, 2008.
- Вдвоём веселее (рассказы). — М.: Астрель, 2012.
- Другое. — М.: Воймега, 2015.